# 443 Fotografika
443 Fotografika (mednarodno ime je 443 Photographica) je  asteroid tipa S (po Tholenu) oziroma Sl (po SMASS) v glavnem asteroidnem pasu.

## Odkritje
Asteroid sta odkrila nemška astronoma Max Wolf (1836–1932) in A. Schwassmann (1870–1964)  17. februarja 1899. Imenuje se po fotografiranju.

## Značilnosti
Asteroid Fotografika obkroži Sonce v 3,30 letih. Njegov tir ima izsrednost 0,403, nagnjen pa je za 4,234 ° proti ekliptiki. Njegov premer je 26,68 km .